# Милица С. Богдановић
Милица С. Богдановић (Линц, 29. март 1882 — Београд, 22. фебруар 1973) била је српски историчар, професор, књижевник и преводилац. Прва је девојка која је 1907. докторирала на Свеучилишту у Загребу.

## Биографија
Унука је свештеника СПЦ. Њен отац Симеон Синиша Богдановић, српски официр Крајине, службовао је у Линцу па је она тамо рођена. Имала је два брата. Породица се преселила у Загреб из Линца.
Била је одлична ученица, свирала је клавир и певала. Уписала је историју на Филозофском факултету Свеучилишта у Загребу, након завршетка основних студија је докторирала, чиме је постала прва жена на свеучилишту која је докторирала. Основала је „Друштво пријатељица младих дјевојака“ („Заштитнице дјевојака“).
Испрва се примарно бавила римском историјом. Прву књигу је објавила 1908. Тема књиге био је однос цара Јустинијана Апостата према хришћанству.
Радила је као професор у Првој женској реалној гимназији и Вишој педагошкој школи у Загребу и предавала је у Бањој Луци. Провела је Први светски рат је провела у Женеви. На почетку Другог светског рата, као Српкиња, била је приморана да се пресели у Србију. Током 1942. године је пензионисана као професор гимназије у Панчеву. После рата је радила у патриијаршијско-митрополитском архиву у Сремским Kарловцима, где је истраживала историју 18. столећа.
Учествовала је на неколико међународних скупова.
Била је љубитељка руске књижевности. Преводила је Чехова, Толстоја и друге руске писце.
Писала је поезију. Песме су јој објављиване у тадашњим, југословенским часописима, где се потписивала као Ирина Симеонова.
Говорила је немачки, француски, енглески, руски, грчки и латински језик.
Највећи део њене заоставштине је у Архиву САНУ. Сахрањена је на гробљу Мирогој у Загребу, поред родитеља.

## Одабрана дела
- Лав Толстој, 1928.[1]
- Грађа за историју Београда 1717-1739, 1958.[1]
- Биографија Симеона Синише Богдановића, рукопис се чува у Архиву Матице српске[1]
- Тешки, драги пут, 400 стр, рукопис се чува у Архиву САНУ[1]